# Изповед в ареста
„Изповед в ареста“ е български телевизионен филм (социално-психологическа  драма) от 1974 г. на режисьора Иван Касабов, по сценарий на Росен Босев. Оператор е Димитър Хаджиилиев. Музиката във филма е композирана от Атанас Бояджиев. Художник - Любен Тръпков.
Работното заглавие на филма е било „Пиано за четири ръце“.

## Актьорски състав
| В главните роли                | Изпълнител        |
| ------------------------------ | ----------------- |
| новобранецът Петко Стоименов   | Валентин Гаджоков |
| Зоя, дъщерята на подполковника | Красимира Петрова |
| подполковникът                 | Пенко Пенков      |
| старшината                     | Георги Кишкилов   |
| Елена                          | Камелия Недкова   |
| Васил                          | Павел Поппандов   |
| приятелят Иванов               | Георги Мамалев    |
|                                | Мая Владигерова   |
|                                | Георги Новаков    |